# Charlie McGettigan
Charles Joseph McGettigan (nascut el 7 de desembre de 1950 a Ballyshannon, Comtat de Donegal) és un cantant irlandès. Viu a Drumshanbo, comtat de Leitrim.

## Carrera
Actuant amb Paul Harrington, va guanyar el Festival de la Cançó d'Eurovisió 1994 representant Irlanda amb la cançó "Rock 'n' Roll Kids". Harrington tocava el piano i McGettigan tocava la guitarra. Va fer una aparició com a cantant convidat a Congratulations, el concert del 50è aniversari d'Eurovisió.
L'agost de 1998, l'únic fill de McGettigan, Shane McGettigan, va morir en un accident de construcció mentre treballava a Quincy, Massachusetts.

## Discografia

### Àlbums
- Songs of the Night (And Other Stories) (1986)
- Charlie McGettigan (1990)
- Rock 'N' Roll Kids - The Album (juntament amb Paul Harrington) (1994)
- In Your Old Room (1998)
- Another Side of Charlie McGettigan (c. 2002)
- Stolen Moments (2006)
- The Man from 20 (2010)
- Some Old Someone (Stockfisch, 2019)